# Skuldkänsla

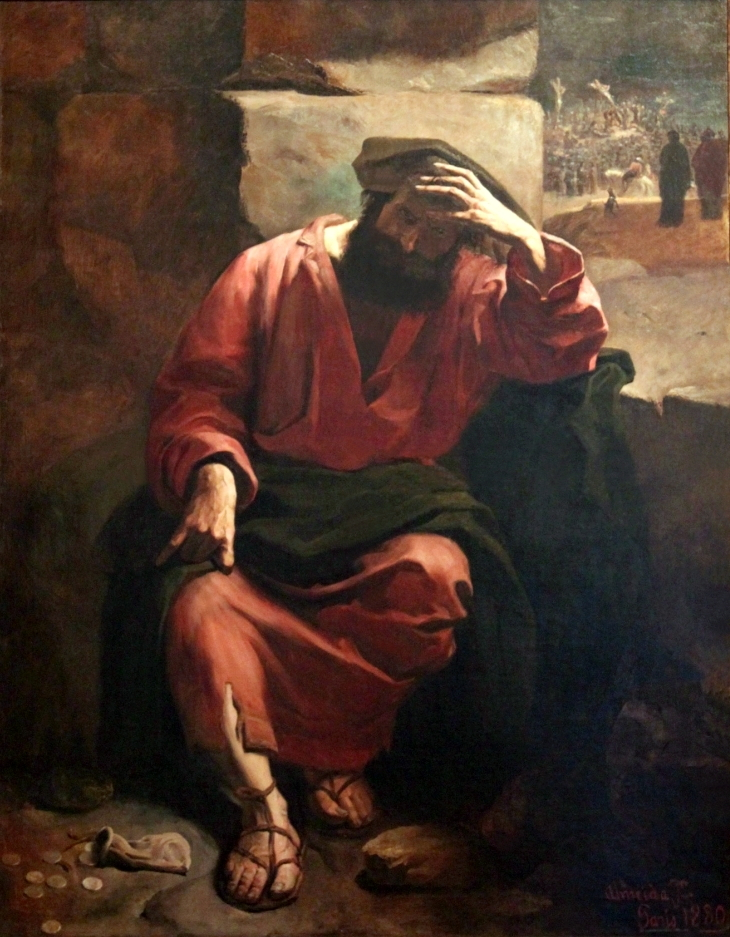
Judas ånger efter att han sålt Jesus. Remorso de Judas, målning av Almeida Júnior

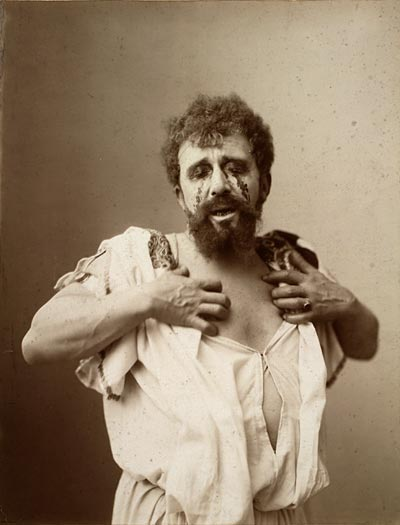
Skådespelaren Louis Bouwmeester gestaltar Oidipus skuldkänslor efter att han upptäckt sitt brott.

Skuldkänsla är en av samvetet framkallad medveten eller omedveten upplevelse av skuld, vilken å ena sidan hör samman med relationen mellan personen och samhället eller personer i omgivningen, och å andra beror på förhållandet mellan personens överjag och personens handlingar. Skuldkänslan kan vara reell (bero på faktisk skuld för något man har gjort eller underlåtit sig), eller vara neurotisk (bero på en inre konflikt). Som jämförelse beror skamkänslor på relationen mellan personen och personens idealjag, och är en annan form av själslig konflikt.
Enligt den psykoanalytiska teorin, utvecklas förmågan till skuldkänsla parallellt med oidipalperioden, som inträffar ungefär mellan 3 och 6 års ålder. Betingande för utvecklingen av skuldkänslor är utvecklingen av överjaget. Överjaget föds av mer eller mindre omedvetna föreställningar om föräldrarnas normer vilka barnet internaliserar, och genom vilka barnet skapar sig en självkänsla och värderar sig själv. Barnet överväger och bedömer sina handlingar utifrån detta samvete, dvs det internaliserade överjaget. När handlingar bryter mot samvetet leder det till ångest och ånger. Samma mekanismer ligger bakom vuxnas skuldkänslor, fastän överjaget kan utvecklas ytterligare och påverkas av samhällets normer och värderingar.
Störningar i utvecklingen av överjaget kan leda till störda skuldkänslor. Personer kan sakna förmåga att känna skuld, såsom personer med antisocial personlighetsstörning eller psykopati. Hos dem föder inte handlingar som bryter mot samhällets normsystem någon ångest, de är känslomässigt likgiltiga inför konsekvensen av deras handlingar. Omvänt kan neurotiska och deprimerade personer känna skuld utan att skulden kan härledas till någon specifik handling eller underlåtelse. Om tillståndet övergår i psykos kan den neurotiska skuldkänslan leda till vanföreställningar. Neurotisk skuldkänsla brukar av psykoanalysen förklaras som bottna i en kombination av hämmad driftsutveckling och ett uppfordrande överjag.
Utvecklingen av skuldkänslor hänger, enligt psykoanalysen, samman med utvecklingen av initiativförmåga, då skuldkänslor leder till oföretagsamhet och skuldbefrielse leder till ökat initiativ. Människor utan handlingskraft kan, med ett annat uttryckssätt, lida av överjagsångest.